# Infierno helado
Infierno helado es la cuarta novela en solitario de Lincoln Child. La novela fue publicada el 24 de febrero de 2009 por Random House. En España fue publicada por Plaza y Janes en 2010 con traducción a cargo de Jofre Homedes Beutnagel. Es la segunda novela en la que aparece el personaje experto en enigmas Jeremy Logan, aunque aún no es el protagonista principal.

## Resumen

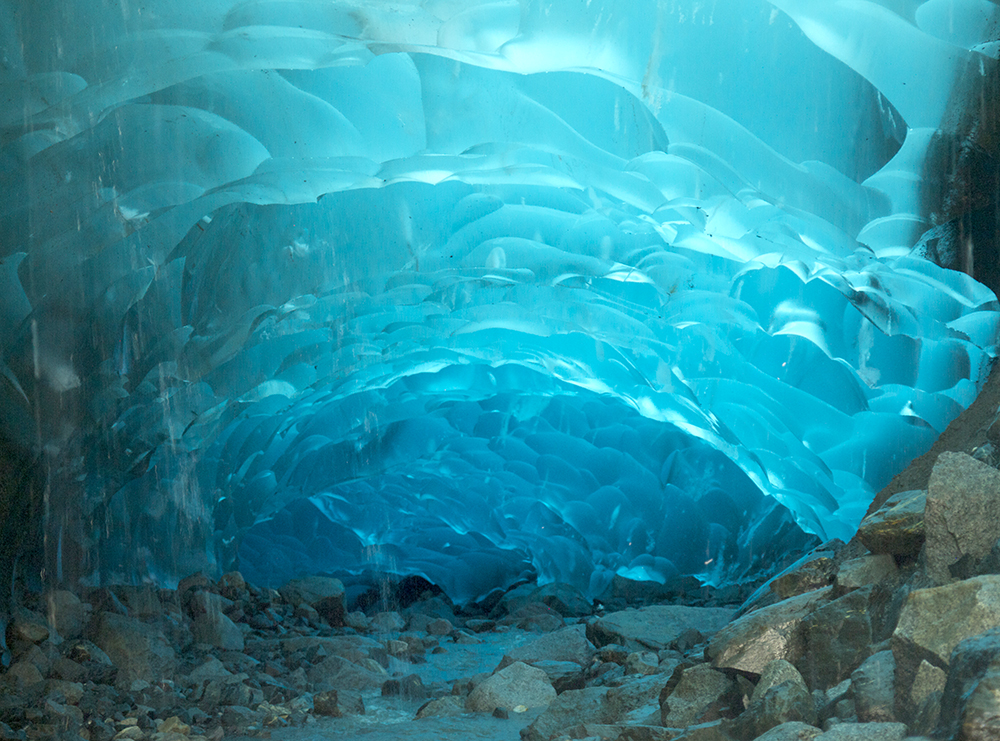
Caverna de hielo bajo un glaciar

Los acontecimientos tienen lugar en Alaska, al norte del Círculo Ártico en una antigua base militar localizada cerca de un glaciar y que ahora está siendo utilizada por un equipo de la Universidad de Massachusetts para estudiar los efectos del calentamiento global. El equipo consta de cinco científicos: Marshall es paleoecologo; Sully, es climatólogo; Faraday es biólogo evolutivo; Ang Chen es estudiante de posgrado; y Penny Barbour, es experta en ordenadores. Además de los cuatro soldados que se ocupan del mantenimiento de la base.
La expedición descubre en una caverna de hielo un animal congelado que toman por un Smilodon populator (tigre de dientes de sable). Los patrocinadores de la expedición se enteran del descubrimiento y un séquito masivo es enviado a la base para empezar producción de un documental.
Lo malo es que la criatura no es en realidad un smilodon y, aun peor, no está muerta.

## Información adicional
- El encuadre del libro es muy similar a la novela Who Goes There?, que inspiró a su vez las tres películas de La cosa, presentando un paisaje ártico donde un grupo de científicos desentierran una criatura misteriosa del hielo.
- Tunit Era el nombre que se asignó a la Cultura Dorset en Groenlandia. Los últimos Dorset murieron en 1902 y nunca han vivido en Alaska, solo en Groenlandia y Canadá oriental.
- Hay una breve referencia a  El ídolo perdido.